# Julianów Raducki
Julianów Raducki ist ein Dorf in Polen, das der Landgemeinde (gmina wiejska) Rawa Mazowiecka im Powiat Rawski in der Woiwodschaft Łódź angehört. Es liegt im Zentrum des Landes – rund 70 Kilometer südwestlich der Landeshauptstadt Warschau.
Es liegt am Fluss Białka, der Julianów Raducki vom benachbarten Przewodowice abgrenzt.

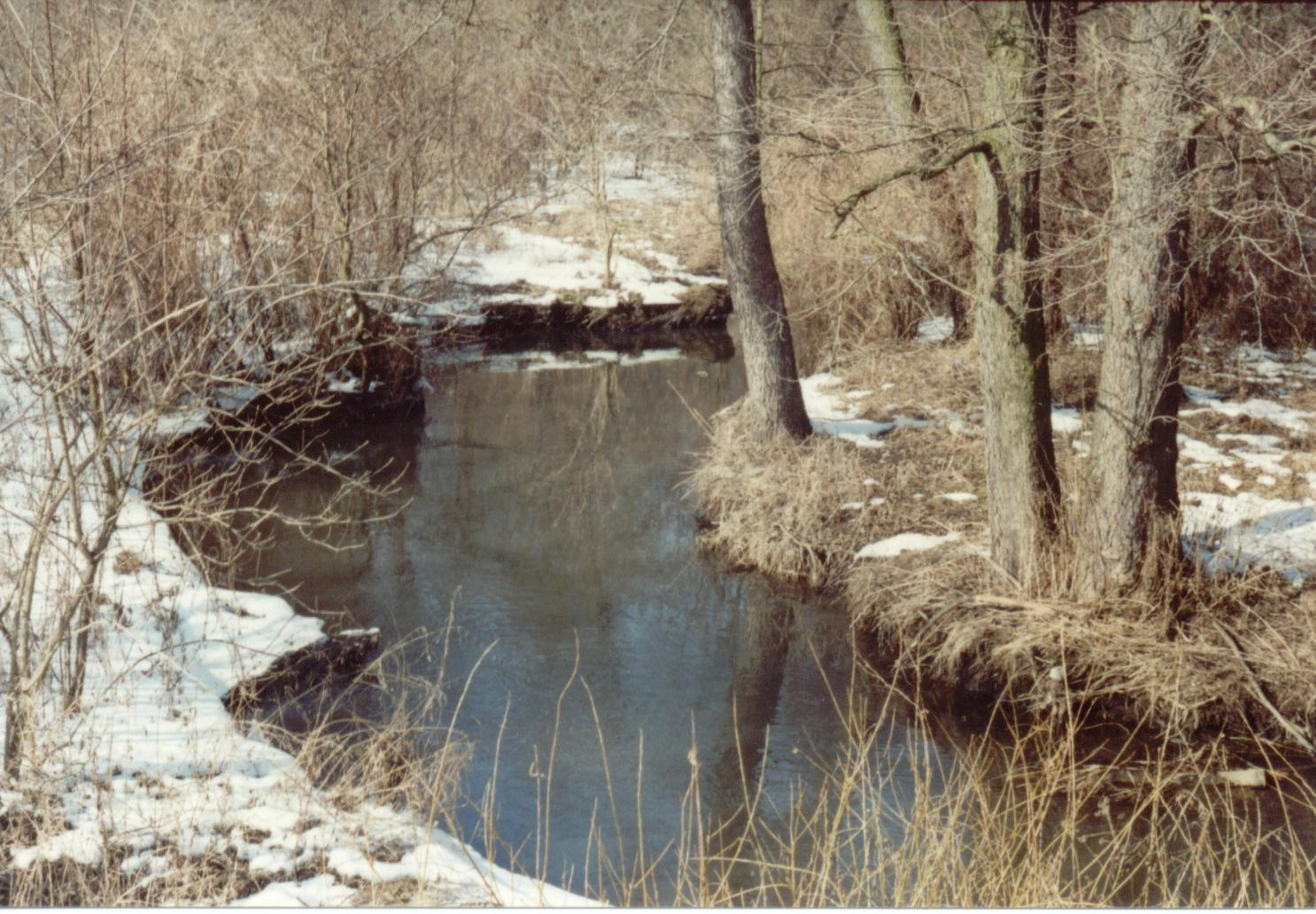
Fluss Białka in Julianów Raducki

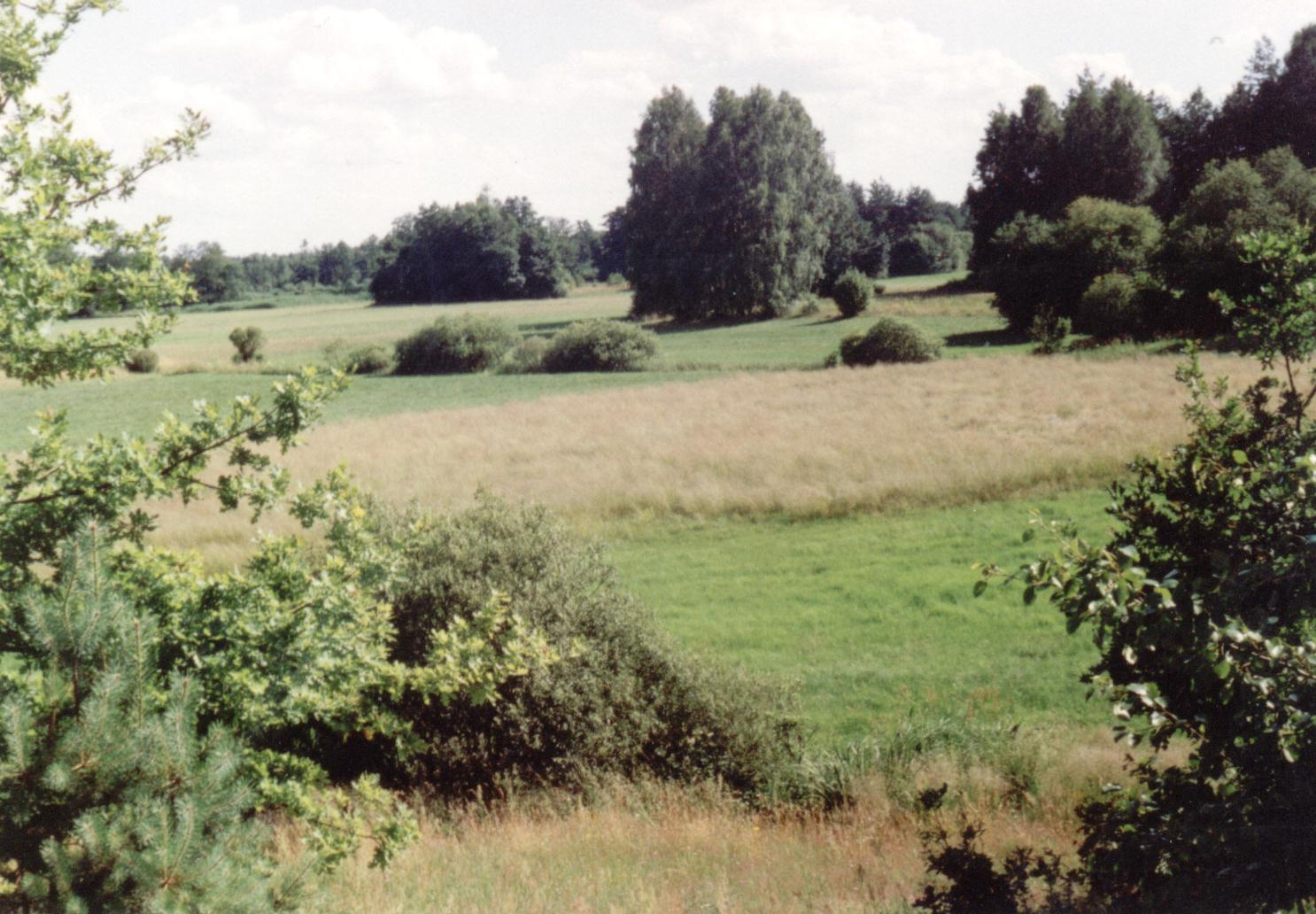
Wiesen beim Dorf

Das Dorf hat ca. 35 Einwohner.